# Federico Sacchi
Federico Sacchi (Rosario, 4 settembre 1936 – 7 novembre 2023) è stato un calciatore argentino, di ruolo centrocampista.
È stato inserito nella Galería de la Fama della Asociación del Fútbol Argentino.

## Carriera

### Giocatore

#### Club
Detto El Polaco (il polacco), crebbe nel Tiro Federal, club della città natale, e debutta in Primera Division con il Newell's Old Boys nel 1958. Nel 1961 passa al Racing Club vincendo subito il campionato. Nel 1965 passa al Boca Juniors vincendo un altro campionato. Nel 1967 emigra in Brasile prima e negli Stati Uniti poi. Si ritira nel 1967 dopo essersi distinto per l'eleganza e la spettacolarità del proprio gioco che lo portava spesso a concludere.

#### Nazionale
Con la Nazionale di calcio dell'Argentina partecipò ai Mondiale di Cile 1962 scendendo in campo 3 volte. In totale con la maglia albiceleste giocò 15 partite con un gol.